# Альварадо, Алехандро
Алехандро Альварадо Хуниор (англ. Alejandro Alvarado Jr.; род. 29 июля, 2003, Лос-Анджелес, Калифорния, США) —  американский футболист, полузащитник клуба «Визела».

## Клубная карьера
Альварадо — воспитанник клубов «Лос-Анджелес Гэлакси» и «Визела».
С 2021 года начал привлекаться к матчам основной команды. На несколько туров попадал в заявку. 28 декабря 2021 года в матче против «Маритиму» Алехандро дебютировал в Примейре. В Кубке Португалии сыграл в матче с клубом «Эштрела».